# Divlje u srcu (sastav)
Divlje u srcu je hrvatski hard rock sastav. Skupinu je osnovao glazbenik Davor Šlibar 1990. godine. Bio je zamišljen kao autorski rock sastav. Objavili su nekoliko nosača zvuka.

## Diskografija
| Izvođači     | Instrument |
| ------------ | ---------- |
| Pero Galić   | vokal      |
| Davor Šlibar | gitara     |
| Ranko Šlibar | bubnjevi   |

| Skladba               | Autor     | Trajanje |
| --------------------- | --------- | -------- |
| Anđele moj            | D.Šlibar  | 3.45     |
| Ne cvatu mi više ruže | D. Šlibar | 3.25     |
| Kada me ne bude,      | D.Šlibar, | 2.43     |
| Hej pijane noći       | D. Šlibar | 3.00     |
| Daj ponekad           | D.Šlibar  | 4.38     |

### Kompilacije
| Skladba      | Autor                           | Trajanje |
| ------------ | ------------------------------- | -------- |
| Srce sam dao | D. Šlibar B. Jovanovac D.Šlibar | 5.25     |

| Izvođači     | Instrument |
| ------------ | ---------- |
| Pero Galić   | vokal      |
| Davor Šlibar | gitara     |
| Ranko Šlibar | bubnjevi   |

### Singl
| Skladba    | Autor                 | Trajanje |
| ---------- | --------------------- | -------- |
| Vjeruj mi  | D. Šlibar - M. Vestić | 5.40     |
| Badnja noć | M. Vestić             | 5.19     |

| Izvođači           | Instrumenti |
| ------------------ | ----------- |
| Tomislav Meštrović | vokal       |
| Zlatko Domaćinović | bas gitara  |
| Željko Serezlija   | klavijature |
| Jasminko Josić     | gitara      |
| Josip Kamenski     | bubnjevi    |
| Davor Šlibar       | gitara      |

### Album
- Stihovi od kamena 1996. Croatiaton

## Vanjske poveznice
- Croatia Records 	"Povratak na scenu benda Divlje u srcu" 27.10. 2015